# Seiki Kuroda
Seiki Kuroda (jap. 黒田 清輝 Kuroda Seiki), także Kiyoteru Kuroda; ur. 29 czerwca 1866 w prefekturze Kagoshima, zm. 15 lipca 1924 w Tokio – japoński malarz.
Urodził się na wyspie Kiusiu, w ówczesnym hanie Satsuma, w zamożnej i wpływowej rodzinie. W 1871 roku został zaadoptowany przez zajmującego wysokie stanowisko w rządzie w Tokio wuja. Pobierał lekcje malarstwa u mistrza szkoły Kanō Tangetsu Higuchiego oraz u Yuichi Takashiego, jednego z pionierów malarstwa w stylu zachodnim (yōga) w Japonii. W 1884 roku wyjechał do Francji z zamiarem studiowania prawa, jednak pod wpływem spotkania z przebywającymi tam malarzami japońskimi zdecydował się obrać ścieżkę artystyczną. W 1886 roku rozpoczął naukę w pracowni Raphaëla Collina. Malował w plenerze i wystawiał swoje prace na licznych wystawach, był też członkiem kilku francuskich stowarzyszeń artystycznych. W 1893 roku powrócił do Japonii.
W 1898 roku został wykładowcą Tokijskiej Akademii Sztuki (Tōkyō Geijutsu Daigaku). Powołał do życia stowarzyszenie artystyczne Hakubakai. W 1910 roku otrzymał tytuł artysty nadwornego (Teishitsu Gigei-in). Po śmierci swojego przybranego ojca w 1917 roku odziedziczył tytuł wicehrabiowski. W 1920 roku został członkiem Izby Parów. Od 1922 roku dyrektor Cesarskiej Akademii Sztuk Pięknych. W 1930 roku z zapisanych przez niego w testamencie środków powstał Narodowy Instytut Badań Dóbr Kultury w Tokio (jap. 東京文化財研究所 Tōkyō Bunkazai Kenkyūsho).
Uprawiał malarstwo w stylu zachodnim (yōga), jego zasługą jest wprowadzenie do Japonii impresjonizmu. Jako pierwszy japoński malarz tworzył akty nagich kobiet. Jego obrazy charakteryzują się jasną gamą barw, pogodnym nastrojem i krótkimi, rytmicznymi pociągnięciami pędzla.

## Galeria

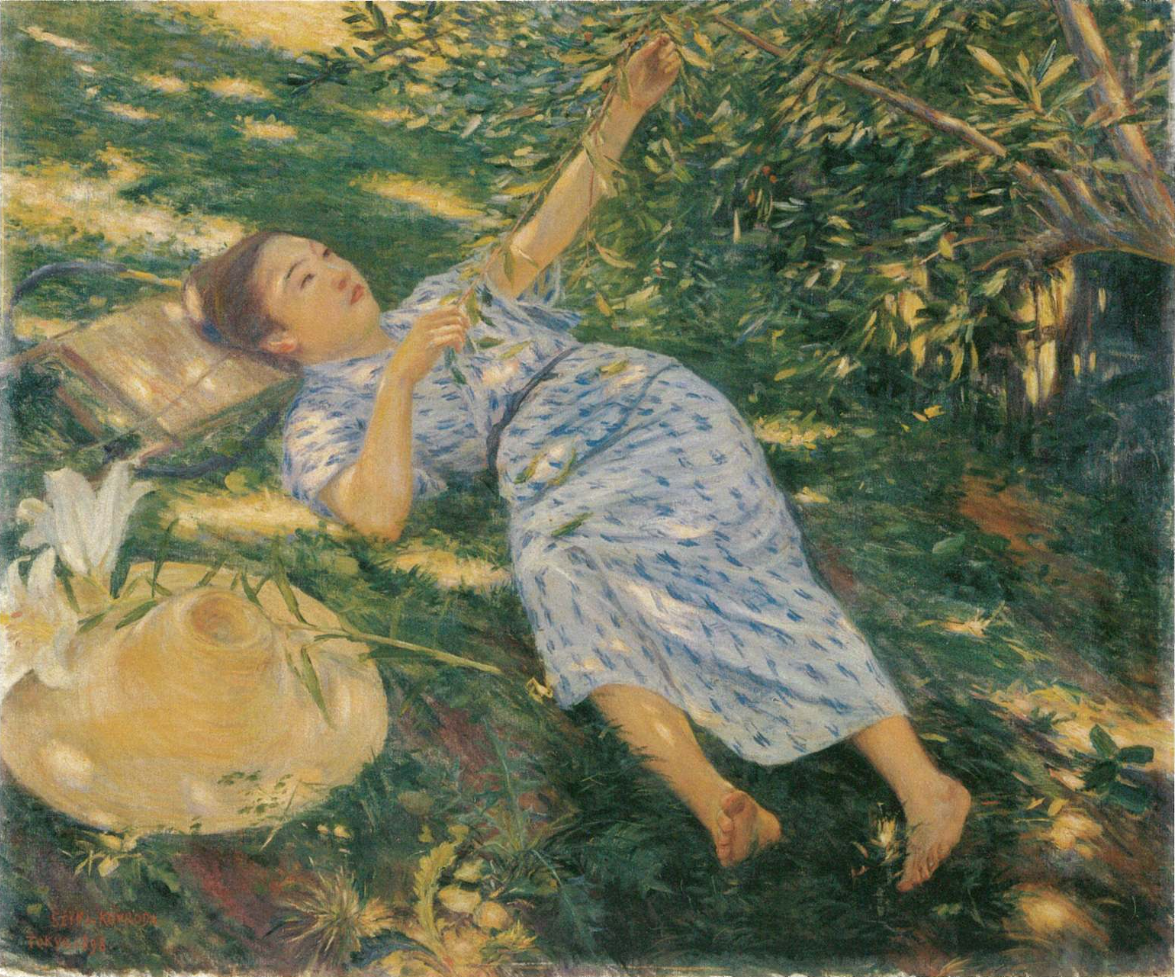
W cieniu drzew (1898)
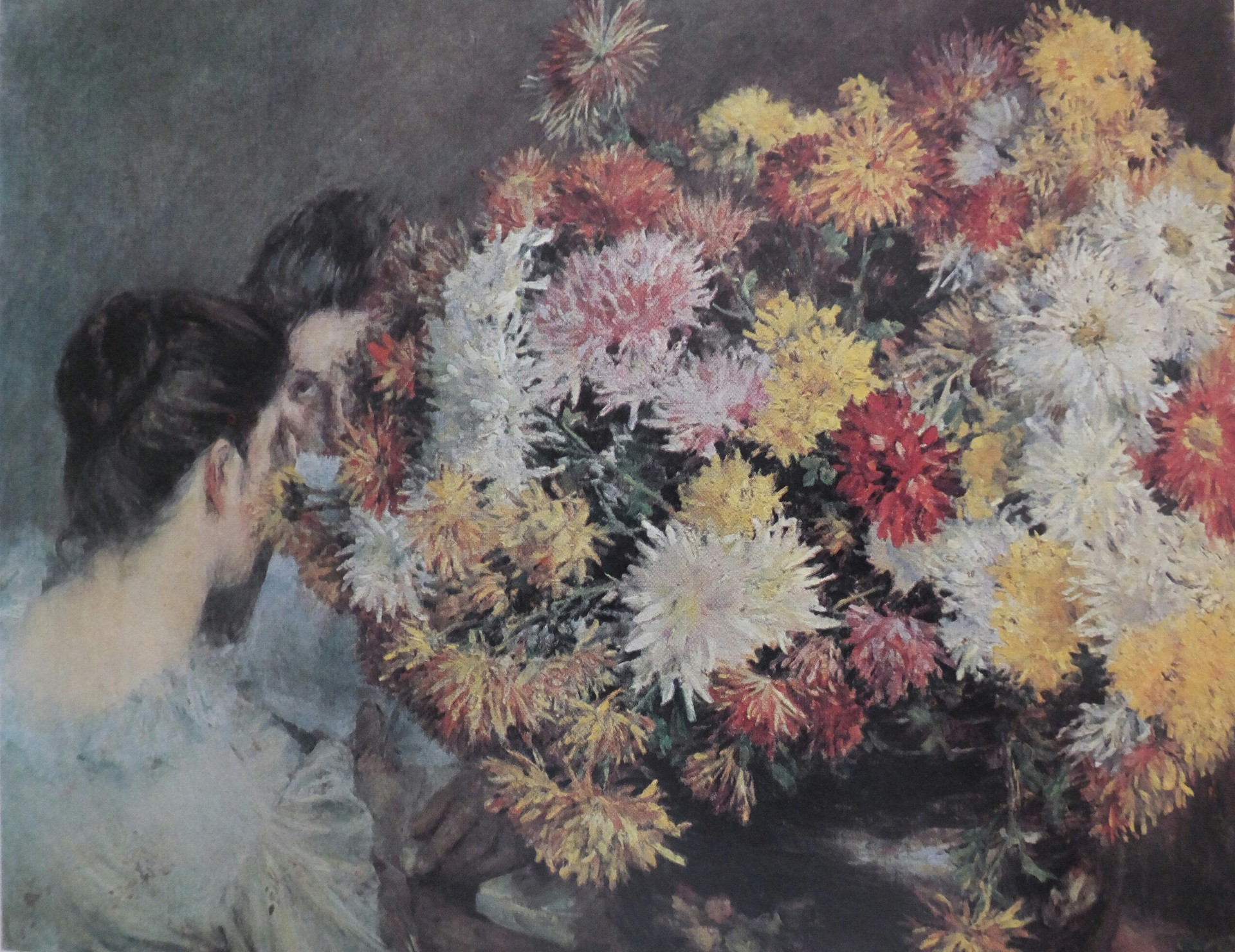
Chryzantemy i europejskie kobiety (1892)
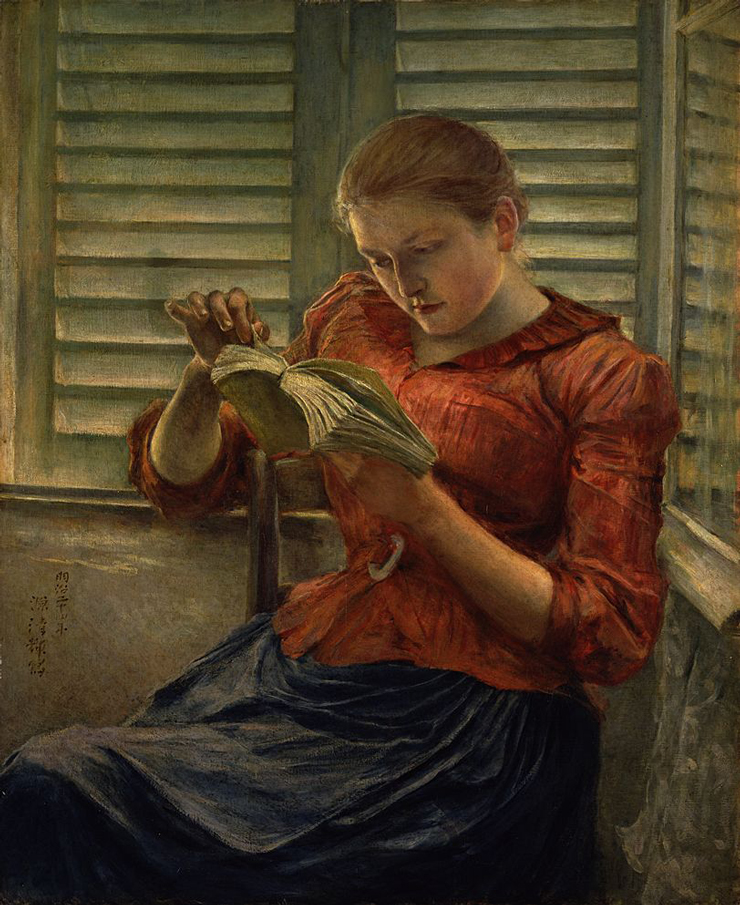
Czytająca (1890–1891)
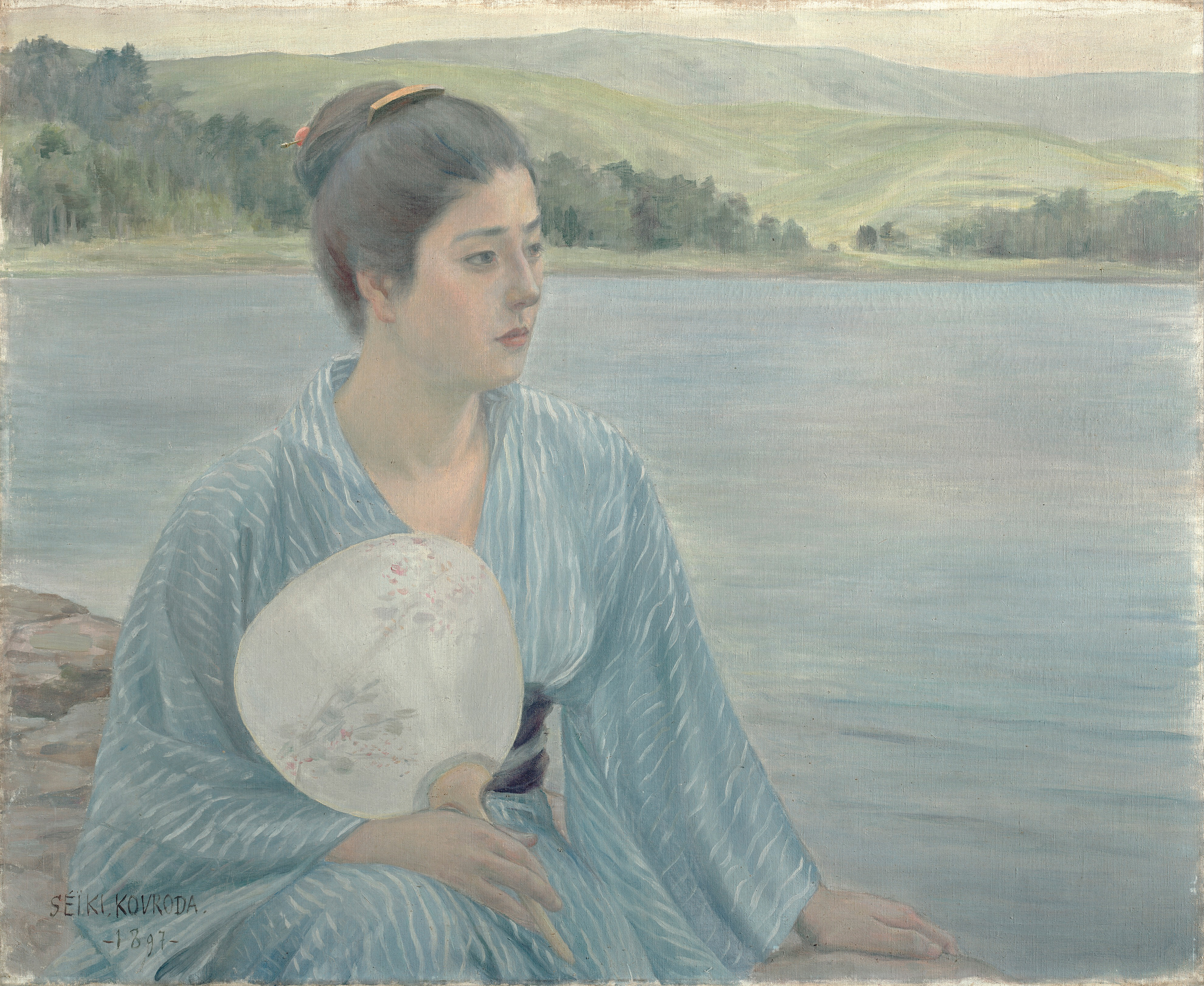
Nad jeziorem (1897)